# کاسته‌دم کوچک
کاسته‌دم کوچک (نام علمی: Nothura minor) نام یک گونه از سرده کاسته‌دم‌ها است.